# Gasna komora
Gasna komora je sprava za izvršenje smrtne kazne koja se sastoji iz zatvorene odaje u koju se uvodi otrovan, zagušljivi gas. Najčešće se upotrebljava cijanovodonik, ali i ugljen-dioksid i ugljen-monoksid. Gasna komora se kao sredstvo izvršenja smrtne kazne koristi u SAD od 1920. godine. Tokom Holokausta velike gasne komore su kontruisali nacisti kao deo genocidskog programa. Takođe je poznato da se gasna komora koristila i u Severnoj Koreji.
Gasna komora u Meksiku, korištena je samo jednom 1961. godine.

## Istorija
Gasne komore koje su korištene u Nacističkoj Nemačkoj za tzv. “javni program eutanazije”, što je podrazumevalo pogubljivanje fizički i mentalno onesposobljene ljude, Jevreje, Rome, homoseksualce, politički nepoželjne i intelektualce između 1930. i 1940. godine. U to vreme gasne komore su se nalazile koncentracionim logorima i konstruisane su tako da mogu da prime oko 2500 ljudi. Za pogubljenje koristio se ugljen-monoksid koji su crpli iz izduvnih gasova automobila, kamiona i ratnih tenkova. Ranih 1940-ih nemački naučnik je konstruisao gasnu komoru koja je koristila hidrogen cijanid (cijanovodonik) i testirao je na 250-oro romske dece iz Brna u koncentracionom logoru u Buhenvaldu. 3. septembra 1941. godine 600 sovjetskih zarobljenika je pogubljeno u gasnoj komori u Aušvicu, to je bio prvi eksperiment sa gasnom komorom u Aušvicu. Gasne komore iz Trećeg Rajha su uništene pod naletom ruskih trupa, izuzev komore u Dahau (nem. Dachau), Zahsenhauzenu (nem. Sachsenhausen) i Majdanu (nem. Majdanek). Gasna komora u Aušvicu je rekonstruisana nakon rata kao ratni spomenik, ali bez vrata i zida koji je odvajao komoru od perionice. Vrata koja su dodata na komoru kada je ona postala sklonište od pljačkaških napada ostala su netaknuta.
U svojoj knjizi “Napoleonov zločin” (fr. Le Crime de Napoléon), francuski istoričar Klod Rib (fr. Claude Ribbe) tvrdi da je Napoleon koristio otrovni gas da usmrti pobunjene robove na ostrvima Haiti i Gvadalupe. Na osnovu svedočenja francuskih oficira, on je navodno koristio zatvorene odaje, uključujući i usidrene brodove, kao gasne komore koje su funkcionisale pomoću sumpor-dioksida (verovatno nastalog gorenjem sumpora). Tvrdi se da je tu pogubljeno više od 100.000 robova, ali ove tvrdnje nisu dokazane.

## Način upotrebe u SAD
Kada je u SAD uvedeno izvršenje smrtne kazne putem gasne komore, uveden je i protokol koji se mora poštovati. Prvo, izvršilac smrtne kazne je dužan da stavi određenu količinu pilula kalijum cijanida u pregradu koja se nalazi ispod stolice u odaju. Tada osuđenika uvode u odaju, postavljaju ga u stolicu, vežu ga i hermetički zatvaraju komoru. Zatim izvršilac sipa količinu koncentrovane sumporne kiseline (H2SO4) kroz cev koja vodi do pregrade u kojoj se nalaze pilule kalijum cijanida. Nakon toga stražari smaknu zavese da bi svedoci mogli da posmatraju ono što se dešava unutar komore. Upravnik zatvora tada pita osuđenika da li želi da da poslednju izjavu. Pošto je ovo završeno, izvršilac povlači ručicu koja pilule iz pregrade ubacuje u sumpornu kiselinu na taj način izazivajući hemijsku reakciju koja stvara gas cijanovodonik (HCN):
2KCN(s) + H2SO4(aq) → 2HCN(g) + K2SO4(aq)
Osuđeni može da vidi gas, i obično ga/je savetuju da nekoliko puta udahne duboko da ubrza nesvesticu i tako izbegne nepotrebno mučenje. Shodno tome, pogubljenja gasnom komorom su izuzetno neprijatna za svedoke koji prisustvuju pogubljenju što je uslovljeno fizičkom reakcijom osuđenog. Neke od tih reakcija mogu biti nasilne, i često uključuju trzanje, grčenje i penu iz usta. Za sad je nepoznato da li osuđeni oseća bol tokom ovog procesa.
Nakon pogubljenja, komora se čisti od gasa specijalnim četkama, a pre otvaranja se neutralizuje suvim amonijakom. Čuvari koji nose maske sa kiseonikom vade mrtvo telo iz komore. Naposletku doktor pregleda telo i utvrđuje vreme smrti.
Jedan od najvećih problema sa gasnom komorom je opasnost od trovanja čak i nakon čišćenja. Suvi amonijak, kao i kiselina koju očisti su jako otrovne supstance. Razmatra se pogubljivanje azotom ili vazduhom prečišćenim od kiseonika, što može dovesti do gušenja azotom ali ovaj način do danas nije upotrebljavan.